# منی الطحاوی
مونا الطحاوی (زادهٔ ۱ اوت ۱۹۶۷) یک روزنامه‌نگار آمریکایی- مصری است. او نویسنده مقاله‌هایی در زمینه مسائل زنان و اسلام، جهان اسلام و مصر است. نوشته‌های او در روزنامه‌هایی چون واشینگتن پست، نیویورک تایمز، کریستین ساینس مانیتور و میامی هرالد به چاپ رسیده‌است. اولین کتاب او به نام روسری و بکارت در ماه مه ۲۰۱۵ منتشر شد. او به عنوان صاحب‌نظر در مجامع دانشگاهی و همایش‌ها دربارهٔ مسائلی مانند حقوق بشر و اصلاحات در جهان اسلام، فمینیسم و روابط اسلام و مسیحیت در مصر سخنرانی می‌کند.

او که یکی از منتقدان جدی رژیم حسنی مبارک و همچنین اخوان‌المسلمین بود، در جریان اعتراضات مردم مصر در نوامبر ۲۰۱۱ در میدان تحریر دستگیر و به مدت ۱۲ ساعت بازداشت بود. او بازداشت‌کنندگانش را به آزار جسمی و جنسی متهم کرد.
به عقیدهٔ الطحاوی فرهنگ عرب، مردسالارانه و زن‌ستیز است

## سیاست و دیدگاه وی
الطحاوی از سال ۲۰۰۴ تا ۲۰۰۶ عضو هیئت مدیره اتحادیه مسلمانان مترقی آمریکای شمالی بود. 
الطحاوی رژیم حسنی مبارک و اخوان المسلمین مستقر در مصر را مورد انتقاد قرار داده و از آن‌ها به عنوان "مردان قدیمی و بی اطلاع" یاد کرده‌است. او در مصاحبه‌ای در فوریه ۲۰۱۱ گفت که اخوان المسلمین نمی‌تواند "حمایت اکثریت مصری ها را به دست آورد". در نوامبر ۲۰۱۱، الطحاوی در‌نتیجه انتقاداتش با واکنش نیروهای امنیتی مصر مواجه شد. او که تظاهرات میدان تحریر را پوشش می‌داد، توسط پلیس ضد شورش مصر مورد ضرب و شتم و تعرض جنسی وحشیانه قرار گرفت و هر دو دستش را شکستند.
در سال ۲۰۰۹، اکونومیست گفت که الطحاوی از عبارت "افیون اعراب" با اشاره به اسرائیل استفاده کرد. مجله به نقل از او نوشت، "راهی مست کننده برای آن‌ها برای فراموش کردن شکست‌های خود، یا حداقل به گردن دیگران انداختن است. رهبران عرب مدت‌هاست که از اسرائیل به عنوان دستاویزی برای حفظ وضعیت اضطراری در داخل کشور و به تعویق انداختن اصلاحات استفاده می‌کنند».
الطحاوی درباره حقوق زنان در جهان عرب صحبت می‌کند و به ناقص‌سازی جنسی زنان حمله می‌کند. او در مقاله‌ای در مه ۲۰۱۲ در فارین پالیسی نوشت: «من را یک کشور عربی بخوانید، و من دکلمه‌ای از آزار و اذیت [زنان] که با ترکیبی سمی از فرهنگ و مذهب که به نظر می‌رسد تعداد کمی مایل یا قادر به تفکیک آن هستند که مبادا کفر نشود، خواهم خواند.» او در مصاحبه‌ای در سال ۲۰۱۱ خود را «یک مسلمان فمینیست سکولار و رادیکال» توصیف کرد. 
الطحاوی حامی حقوق LGBTQ در سراسر جهان و حامی عرب آفریقایی (مصری) و همچنین یک فمینیست آنارشیست است.
الطحاوی در مصاحبه‌ای در سال ۲۰۱۲ با شرکت پخش کانادایی (CBC) با پیا چاتاپادیای می‌گوید «که مدنی بودن، محترمانه بودن و مودب بودن بی‌تاثیر است و در عوض زنان باید از هفت ویژگی - یا "گناه ضروری" - خشم، توجه، جاه‌طلبی، قدرت، ناسزا، خشونت و شهوت استفاده کنند.». بعداً او از مردم خواست که "سناریویی را تصور کنند که در آن ما هر هفته تعداد معینی از مردان را می کشیم. چند مرد را باید بکشیم تا زمانی که مردسالاری بر سر میز ما بنشیند و بگوید: «بس کن. ما باید چکار کنیم، تا بتوانید جلوی این کشتار را بگیرید؟» من می‌‌گویم تصور کنید. نمی‌‌گویم امروز برو بیرون و 100 مرد را بکش. می‌گویم این سناریو بسیار بسیار آزاردهنده را فقط تصور کنید. 

در سال ۲۰۲۰، الطحاوی شروع به انتشار مقالات شخصی و تفسیرهای سیاسی از طریق خبرنامه خود، غول فمینیستی کرد.

در پی قوانین جدید محدودکننده سقط جنین در تگزاس، الطحاوی در مخالفت با آن‌ها صحبت کرد  در‌حالی که قبلاً در مورد تحولاتی از این دست هشدار داده بود. او اعلام کرد که خود دو سقط جنین داشته است: یک عمل غیرقانونی در مصر در سن 29 سالگی و یک عمل قانونی در سیاتل، ایالات متحده، چهار سال بعد، زمانی‌که ازدواج کرد.